# 黒い牝豹M
『黒い牝豹M』(くろいめひょうえむ）は、1974年8月14日に公開された日活制作のアクション映画、監督は蔵原惟二、主演は東映ポルノの看板スター池玲子を起用。凄腕の女殺し屋Mの活躍を描く。

## あらすじ
関西を拠点とする広域暴力団・国栄会の一員・中田は、横浜支部として運用している速水興業の社長・速水と共謀して組織への上納金を着服していた。
だが、それに気づいた国栄会の会長は女殺し屋のMを送り込む。一方、速水は、上納金から手を引くよう求めてきた中田を殺し、国栄会と対立する。
替え玉をつかまされたMは速水の護衛たちとの格闘の末、大けがを負う。そこへ、速水の妻・和子がMを助ける。

## 配役
- 池玲子（東映）：M
- 成田三樹夫：速水
- 今井健二：川島
- 森秋子：和子
- 川鍋智香：むつみ
- 高橋明：谷
- 溝口舜亮：犬上
- 木島一郎：玉井
- 北上忠行：速水の配下1
- 佐藤了一：速水の配下2
- 谷文太：速水の配下3
- 桂小かん：マネージャー
- 森みどり：あけみ
- 岡みちる：若い女
- 石橋雅史（特別出演）：中田

## スタッフ
- 監督：蔵原惟二
- 脚本：宮下教雄、中島紘一
- 企画：松岡明、伊地智啓
- 音楽：小沢典仁
- 撮影：畠中照夫
- 美術：川船国彦
- 編集：鈴木晄

## 併映作品
- 『妹』